# Dominica Football Association
Dominica Football Association kontrollerar fotbollen i Dominica, bland annat Dominicas herrlandslag i fotboll.